# Ulvaceae
Ulvaceae é uma família de algas verdes.

## Géneros
A família Ulvaceae integra os seguintes géneros:
- Enteronia
- Gemina
- Letterstedtia
- Lobata
- Ochlochaete
- Percursaria
- Phycoseris
- Ruthnielsenia
- Solenia
- Ulva (incluindo Enteromorpha)
- Ulvaria
- Umbraulva